# André Landzaat
André Landzaat (Den Haag, 7 april 1944) is een Nederlands acteur, woonachtig in Malibu, Californië. Hij speelde Tony Cassadine in de Amerikaanse soapserie General Hospital in 1981. Hiervoor kreeg hij de Soap Opera Award.
Hij werd ook actief op charitatief gebied en reisde door de Verenigde Staten om aandacht te vragen voor het probleem van vermiste kinderen.

## Biografie
Landzaat is geboren en opgegroeid in Nederland. Zijn moeder Frederika en zijn grootvader Jan Rotgans waren beide kunstschilder. Zijn grootvader Johannes Anthonie Landzaat, was kapitein.
Voordat hij naar het buitenland vertrok kreeg hij, op achttienjarige leeftijd, een onderscheiding voor aanstormend talent van de Nederlandse Film Maatschappij.
Hij studeerde acteren bij Yves Furet in Parijs en bij Lee Strasberg in New York. Hij werkte onder meer samen met Elizabeth Taylor bij de serie General Hospital..
Zijn bekendheid in Amerika zorgde ervoor dat hij herontdekt werd in Nederland. Hij speelde vervolgens rollen in Medisch Centrum West en Westenwind.
Hij spreekt behalve Nederlands en Engels ook Duits en Frans. Landzaat is lid van de Actors Studio en Theatre West.

## Filmografie
- Quand la liberté venait du ciel Televisieserie - Bambi (aflevering "Deux Espagnols", 1967)
- La Mujer del Gato (1970) - Alain

Ook bekend als Female Animal, opnieuw uitgebracht onder de titel Teenagers for Sale
- Family Televisieserie - Dr. Chase (aflevering "Taking Chances: Part 1", 1977)
- Keefer - Televisiefilm (1978) - Fogler

Ook bekend als Behind the Lines
- Evening in Byzantium - Televisiefilm (1978) - Bellman (uncredited)
- The French Atlantic Affair - tv-miniserie (1979)
- Beggarman, Thief - Televisiefilm (1979) - rol onbekend
- Goldie and the Boxer - Televisiefilm (1979) - Franse radiopresentator
- General Hospital - Televisieserie - Anthony 'Tony' Cassadine (verschillende afleveringen, 1981)
- Breakin'  (1984) - kelner

Ook bekend als Breakdance: The Movie
- Medisch Centrum West - Televisieserie - Rudolf Stikker (12 afleveringen) 1989-1990
- After the Shock - Televisiefilm (1990) - Joe
- Starry Night (1999) - Museumdirecteur
- Westenwind Televisieserie - Wim Driessen (meerdere afleveringen) 2000
- Star Warriors Televisieserie (meerdere afleveringen) 2018
- The Acting Coach (2024) - Sebastian
- Ties (2024) - Andrew